# DRAMA (나인뮤지스의 EP)
《DRAMA》는 대한민국의 여성 음악 그룹 나인뮤지스의 세 번째 미니 앨범이다. 2015년 1월 23일에 발매되었다. 타이틀곡은 드라마(DRAMA)이다. 새 멤버로 영입된 소진과 금조가 처음으로 참여하게 되었다.

## 트랙 리스트
| #  | 제목                        | 작사                                  | 작곡                   | 편곡                   | 재생 시간 |
| -- | --------------------------- | ------------------------------------- | ---------------------- | ---------------------- | --------- |
| 1. | 〈PILOT EPISODE〉           | 정창욱                                | 정창욱                 | 정창욱                 | 0:48      |
| 2. | 〈드라마 (DRAMA)〉          | 정창욱                                | 정창욱                 | 정창욱                 | 3:00      |
| 3. | 〈초이스 (CHOICE)〉         | 노는 어린이, Mafly, 소현              | 노는 어린이, 심만주    | 노는 어린이, 심만주    | 3:30      |
| 4. | 〈주르륵〉                  | BOYTOY, 윤태웅, 조성광, Urban Cllasik | BOYTOY, 윤태웅, 조성광 | BOYTOY, 윤태웅, 조성광 | 3:05      |
| 5. | 〈9월 17일〉                | e.one, Urban Cllasik                  | e.one                  | e.one                  | 4:02      |
| 6. | 〈9월 17일 (Instrumental)〉 |                                       | e.one                  | e.one                  | 4:02      |

## 차트 성적
음반 부문에서는 가온 앨범 차트 주간 4위, 월간 10위를 기록하였다. 음원 부문에서는 타이틀곡 <드라마 (DRAMA)>가 가온 디지털 차트 주간 13위, 월간 22위를 기록하였다.